# Saint Giles
Saint Giles è una piccola isola dello Stato di Trinidad e Tobago che si trova all'estremo nord dell'arcipelago.